# Heksene fra Warren Manor-episoder
Dette er en fortegnelse over Heksene fra Warren Manor-episoder fordelt på sæsoner.

## Sæson 1
| Afsnit # | Titel                                 | Manuskriptforfatter(e)                                         | Instruktør(er)                                  | Udsendelsesdato   |
| -------- | ------------------------------------- | -------------------------------------------------------------- | ----------------------------------------------- | ----------------- |
| 1        | Something Wicca This Way Comes        | John T. Kretchmer                                              | Constance M. Burge                              | 7 Oktober, 1998   |
| 2        | I've Got You Under My Skin            | John T. Kretchmer                                              | Brad Kern                                       | 14 Oktober, 1998  |
| 3        | Thank You For not Morphing            | Zack Estrin & Chris Levinson                                   | Ellen S. Pressman                               | 21 Oktober, 1998  |
| 4        | Dead Man Dating                       | Javier Grillo-Marxuach                                         | Richard Compton                                 | 28 Oktober, 1998  |
| 5        | Dream Sorcerer                        | Constance M. Burge                                             | Nick Marck                                      | 4 November , 1998 |
| 6        | The Wedding from Hell                 | Greg Elliot & Michael Perricone                                | Richard Ginty                                   | 11 November, 1998 |
| 7        | The Fourth Sister                     | Edithe Swensen                                                 | Gilbert Adler                                   | 18 November, 1998 |
| 8        | The Truth is Out There...and It Hurts | Zack Estrin & Chris Levinson                                   | James A. Contner                                | 25 November, 1998 |
| 9        | The Witch Is Back                     | Sheryl J. Anderson                                             | Richard Denault                                 | 16 December, 1998 |
| 10       | Wicca Envy                            | Brad Kern & Sheryl J. Anderson                                 | Mel Damski                                      | 13 Januar, 1999   |
| 11       | Feats of Clay                         | Michael Perricone & Greg Elliot & Chris Levinson & Zack Estrin | Kevin Inch                                      | 20 Januar, 1999   |
| 12       | The Wendigo                           | Edithe Swensen                                                 | James L. Conway                                 | 3 Februar, 1999   |
| 13       | From Fear to Eternity                 | Tony Blake & Paul Jackson                                      | Les Sheldon                                     | 10 Februar, 1999  |
| 14       | Secrets and Guys                      | Constance M. Burge & Sheryl J. Anderson                        | James A. Contner                                | 17 Februar, 1999  |
| 15       | Is There A Woogy In The House?        | Zack Estrin & Chris Levinson                                   | John T. Kretchmer                               | 24 February, 1999 |
| 16       | Which Prue is It, Anyway?             | Javier Grillo-Marxuach                                         | John Behring                                    | 3 Marts, 1999     |
| 17       | That '70s Episode                     | Sheryl J. Anderson                                             | Richard Denault (credited as "Richard Compton") | 7 April, 1999     |
| 18       | When Bad Warlocks Go Good             | Edithe Swensen                                                 | Kevin Inch                                      | 28 April, 1999    |
| 19       | Out of Sight AKA Blind Sided          | Tony Blake & Paul Jackson                                      | Craig Zisk                                      | 5 Maj, 1999       |
| 20       | The Power of Two                      | Brad Kern                                                      | Elodie Keene                                    | 12 Maj, 1999      |
| 21       | Love Hurts                            | Chris Levinson & Zack Estrin & Javier Grillo-Marxuach          | James Whitmore Jr.                              | 19 Maj, 1999      |
| 22       | Déjà Vu All Over Again                | Brad Kern & Constance M. Burge                                 | Les Sheldon                                     | 26 Maj, 1999      |

## Sæson 2
| Afsnit # | Titel                                | Manuskriptforfatter(e)                   | Instruktør(er)     | Udsendelsesdato    |
| -------- | ------------------------------------ | ---------------------------------------- | ------------------ | ------------------ |
| 23 (1)   | Witch Trial                          | Brad Kern                                | Craig Zisk         | 30 September, 1999 |
| 24 (2)   | Morality Bites                       | Chris Levinson & Zack Estrin             | John Behring       | 7 Oktober, 1999    |
| 25 (3)   | The Painted World                    | Constance M. Burge                       | Kevin Inch         | 14 Oktober, 1999   |
| 26 (4)   | The Devil's Music                    | David Simkins                            | Richard Compton    | 21 Oktober, 1999   |
| 27 (5)   | She's a Man, Baby, a Man!            | Javier Grillo-Marxuach                   | Martha Mitchell    | 4 November, 1999   |
| 28 (6)   | That Old Black Magic                 | Vivian Mayhew & Valerie Mayhew           | James L. Conway    | 11 November, 1999  |
| 29 (7)   | They're Everywhere                   | Sheryl J. Anderson                       | Mel Damski         | 18 November, 1999  |
| 30 (8)   | P3 H2O                               | Chris Levinson & Zack Estrin             | John Behring       | 9 December, 1999   |
| 31 (9)   | Ms. Hellfire                         | Sheryl J. Anderson & Constance M. Burge  | Craig Zisk         | 13 Januar, 2000    |
| 32 (10)  | Heartbreak City                      | David Simkins                            | Michael Zinberg    | 20 Januar, 2000    |
| 33 (11)  | Reckless Abandon                     | Javier Grillo-Marxuach                   | Craig Zisk         | 27 Januar, 2000    |
| 34 (12)  | Awakened                             | Valerie Mayhew & Vivian Mayhew           | Anson Williams     | 3 Februar, 2000    |
| 35 (13)  | Animal Pragmatism                    | Chris Levinson & Zack Estrin             | Don Kurt           | 10 Februar, 2000   |
| 36 (14)  | Pardon My Past                       | Michael Gleason                          | John Paré          | 17 Februar, 2000   |
| 37 (15)  | Give Me a Sign                       | Sheryl J. Anderson                       | James A. Contner   | 24 Februar, 2000   |
| 38 (16)  | Murphy's Luck                        | David Simkins                            | John Behring       | 30 Marts, 2000     |
| 39 (17)  | How to Make a Quilt Out of Americans | Javier Grillo-Marxuach & Robert Masello  | Kevin Inch         | April 6, 2000      |
| 40 (18)  | Chick Flick                          | Zack Estrin & Chris Levinson             | Michael Schultz    | April 20, 2000     |
| 41 (19)  | Ex Libris                            | Peter Chomsky & Brad Kern                | Joel J. Feigenbaum | 27 April, 2000     |
| 42 (20)  | Astral Monkey                        | David Simkins & Constance M. Burge       | Craig Zisk         | 4 Maj, 2000        |
| 43 (21)  | Apocalypse Not                       | Sanford Golden & Sheryl J. Anderson      | Michael Zinberg    | 11 Maj, 2000       |
| 44 (22)  | Be Careful What You Witch For        | Chris Levinson & Zack Estrin & Brad Kern | Shannen Doherty    | 18 Maj, 2000       |

| Fjernsyn | Spire Denne artikel om et tv-program er en spire som bør udbygges. Du er velkommen til at hjælpe Wikipedia ved at udvide den. |